# Lacus Flevo
Lacus Flevo, oversat: Flevo-søen, var en sø i det, der nu er Holland, der eksisterede i romersk tid og i den tidlige middelalder. Nogle geografere mener, at denne sø egentlig ikke var en enkelt sø men snarere et sæt af flere søer forbundet med hinanden.

## Historie

### Klassisk oldtid
Fra den indo-europæiske sprogrod *plew- "flyde"  blev navnet overtaget af den romerske geograf Pomponius Mela i beskrivelsen af denne region. I sin afhandling om geografi fra 44 e.Kr. taler Pomponius om en Flevo Lacus. Han skriver: "Rhinens nordlige gren udvides som Flevo-søen og omslutter en ø med samme navn, og derefter flyder en normal flod til havet". Andre kilder taler snarere om Flevum, som kunne være relateret til nutidens Vlie (Vliestroom), det vil sige søvejen mellem de hollandske øer Vlieland og Terschelling. Dette navn er grammatisk mere sandsynligt som en geografisk betegnelse, hvorfor det antages, at Pomponius misforstod betydningen af ordet, og derfor gav det navnet Flevo. Faktisk dannede Vlie udløb fra søen ud i Nordsøen.

### Middelalderen
Nogle af middelalderens tekster henviser til denne sø med navnet Almere. Den 14. december 1287, i det, der blev kaldt Lucia-stormfloden under en mindeværdig storm i Friesland og Holland, oversvømmede Nordsøen ferskvandssøen med saltvand, nedbrød og ødelagde flere dæmninger og klitter og omdannede søen til en bugt, der derefter blev kaldt Zuiderzee, hvilket betyder "Sydhavet".

### Nyere tid
Flevo-søen har også indirekte givet navn til det østlige og sydlige Flevolands landindvindingsområder, efter at disse blev inddæmmede som nyvundet land i henholdsvis 1957 og 1968 og ikke længere udgjorde en del af IJsselmeer.